# Paraguayaans voetbalelftal in 2016
Het Paraguayaans voetbalelftal speelde in totaal twaalf officiële interlands in het jaar 2016, waaronder drie duels tijdens de strijd om de Copa América in de Verenigde Staten. De ploeg stond onder leiding van de in 2014 aangestelde bondscoach Ramón Díaz. De Argentijn vertrok na het mislukte toernooi om de Copa América. Francisco Arce werd daarop in augustus voor de tweede keer aangesteld als bondscoach. Op de in 1993 geïntroduceerde FIFA-wereldranglijst steeg Paraguay in 2016 van de 46ste (januari 2016) naar de 40ste plaats (december 2016).

## Balans
| Wedstrijden | Wedstrijden | Wedstrijden | Wedstrijden | Doelpunten | Doelpunten | Doelpunten | Punten |
| Gespeeld    | Winst       | Gelijk      | Verlies     | Voor       | Tegen      | Saldo      | Punten |
| ----------- | ----------- | ----------- | ----------- | ---------- | ---------- | ---------- | ------ |
| 12          | 2           | 3           | 7           | 9          | 19         | –10        | 0.583  |

## Interlands
|                                                                  |                                     |       |                                     |                                                                                               |
| 24 maart Kwalificatie WK 2018 № 691 «onderlinge duels» 16:00 uur | Ecuador                             | 2 – 2 | Paraguay                            | Estadio Olímpico Atahualpa, Quito Toeschouwers: 33.000 Scheidsrechter: Daniel Fedorczuk (URU) |
| 24 maart Kwalificatie WK 2018 № 691 «onderlinge duels» 16:00 uur | Enner Valencia 20' Ángel Mena 90+2' |       | 38' Dario Lezcano 59' Dario Lezcano | Estadio Olímpico Atahualpa, Quito Toeschouwers: 33.000 Scheidsrechter: Daniel Fedorczuk (URU) |

|                                                                  |                                     |       |                                         |                                                                                                 |
| 29 maart Kwalificatie WK 2018 № 692 «onderlinge duels» 20:45 uur | Paraguay                            | 2 – 2 | Brazilië                                | Estadio Defensores del Chaco, Asuncion Toeschouwers: 35.000 Scheidsrechter: Wilmar Roldán (COL) |
| 29 maart Kwalificatie WK 2018 № 692 «onderlinge duels» 20:45 uur | Dario Lezcano 40' Édgar Benítez 49' |       | 79' Ricardo Oliveira 90+2' Daniel Alves | Estadio Defensores del Chaco, Asuncion Toeschouwers: 35.000 Scheidsrechter: Wilmar Roldán (COL) |

|                                                             |                     |       |          |                                                                                  |
| 28 mei Vriendschappelijk № 693 «onderlinge duels» 18:00 uur | Mexico              | 1 – 0 | Paraguay | Georgia Dome, Atlanta Toeschouwers: 63.049 Scheidsrechter: Edvin Jurisevic (USA) |
| 28 mei Vriendschappelijk № 693 «onderlinge duels» 18:00 uur | Andrés Guardado 32' |       |          | Georgia Dome, Atlanta Toeschouwers: 63.049 Scheidsrechter: Edvin Jurisevic (USA) |

| Copa América Centenario |
| ----------------------- |

|                                                                |            |       |          |                                                                                  |
| 4 juni Copa América Groep A № 694 «onderlinge duels» 17:00 uur | Costa Rica | 0 – 0 | Paraguay | Citrus Bowl, Orlando Toeschouwers: 14.334 Scheidsrechter: Patricio Loustau (ARG) |
| 4 juni Copa América Groep A № 694 «onderlinge duels» 17:00 uur |            |       |          | Citrus Bowl, Orlando Toeschouwers: 14.334 Scheidsrechter: Patricio Loustau (ARG) |

|                                                                |                                      |       |                  |                                                                            |
| 7 juni Copa América Groep A № 695 «onderlinge duels» 22:30 uur | Colombia                             | 2 – 1 | Paraguay         | Rose Bowl, Pasadena Toeschouwers: 42.766 Scheidsrechter: Héber Lopes (BRA) |
| 7 juni Copa América Groep A № 695 «onderlinge duels» 22:30 uur | Carlos Bacca 12' James Rodríguez 30' |       | 71' Víctor Ayala | Rose Bowl, Pasadena Toeschouwers: 42.766 Scheidsrechter: Héber Lopes (BRA) |

|                                                                 |                   |       |          |                                                                                                 |
| 11 juni Copa América Groep A № 696 «onderlinge duels» 19:00 uur | Verenigde Staten  | 1 – 0 | Paraguay | Lincoln Financial Field, Philadelphia Toeschouwers: 51.041 Scheidsrechter: Julio Bascuñán (CHI) |
| 11 juni Copa América Groep A № 696 «onderlinge duels» 19:00 uur | Clint Dempsey 27' |       |          | Lincoln Financial Field, Philadelphia Toeschouwers: 51.041 Scheidsrechter: Julio Bascuñán (CHI) |

|  |  |  |  |  |  |  |  |  |

|                                                                     |                                   |       |                  |                                                                                                 |
| 1 september Kwalificatie WK 2018 № 697 «onderlinge duels» 20:00 uur | Paraguay                          | 2 – 1 | Chili            | Estadio Defensores del Chaco, Asuncion Toeschouwers: 35.000 Scheidsrechter: Néstor Pitana (ARG) |
| 1 september Kwalificatie WK 2018 № 697 «onderlinge duels» 20:00 uur | Óscar Romero 6' Paulo da Silva 9' |       | 37' Arturo Vidal | Estadio Defensores del Chaco, Asuncion Toeschouwers: 35.000 Scheidsrechter: Néstor Pitana (ARG) |

|                                                                     |                                                                                       |       |          |                                                                                          |
| 6 september Kwalificatie WK 2018 № 698 «onderlinge duels» 20:00 uur | Uruguay                                                                               | 4 – 0 | Paraguay | Estadio Centenario, Montevideo Toeschouwers: 40.000 Scheidsrechter: Wilton Pereira (BRA) |
| 6 september Kwalificatie WK 2018 № 698 «onderlinge duels» 20:00 uur | Edinson Cavani 18' Cristian Rodríguez 42' Luis Suárez 45+1' (pen.) Edinson Cavani 54' |       |          | Estadio Centenario, Montevideo Toeschouwers: 40.000 Scheidsrechter: Wilton Pereira (BRA) |

|                                                                   |          |                   |          |                                                                                                  |
| 6 oktober Kwalificatie WK 2018 № 699 «onderlinge duels» 20:45 uur | Paraguay | 0 – 1             | Colombia | Estadio Defensores del Chaco, Asuncion Toeschouwers: 35.000 Scheidsrechter: Julio Bascuñán (CHI) |
| 6 oktober Kwalificatie WK 2018 № 699 «onderlinge duels» 20:45 uur |          | 90' Edwin Cardona |          | Estadio Defensores del Chaco, Asuncion Toeschouwers: 35.000 Scheidsrechter: Julio Bascuñán (CHI) |

|                                                                    |            |                     |          |                                                                                                   |
| 11 oktober Kwalificatie WK 2018 № 700 «onderlinge duels» 20:30 uur | Argentinië | 0 – 1               | Paraguay | Estadio Mario Alberto Kempes, Córdoba Toeschouwers: 51.203 Scheidsrechter: Daniel Fedorczuk (URU) |
| 11 oktober Kwalificatie WK 2018 № 700 «onderlinge duels» 20:30 uur |            | 18' Derlis González |          | Estadio Mario Alberto Kempes, Córdoba Toeschouwers: 51.203 Scheidsrechter: Daniel Fedorczuk (URU) |

|                                                                     |                      |       |                                                                                    | |
| 10 november Kwalificatie WK 2018 № 701 «onderlinge duels» 20:30 uur | Paraguay             | 1 – 4 | Peru                                                                               | Estadio Defensores del Chaco, Asuncion Toeschouwers: 30.000 Scheidsrechter: Patricio Loustau (ARG) |
| 10 november Kwalificatie WK 2018 № 701 «onderlinge duels» 20:30 uur | Cristian Riveros 10' |       | 49' Christian Ramos 71' Édison Flores 79' Christian Cueva 84' (e.d.) Edgar Benítez | Estadio Defensores del Chaco, Asuncion Toeschouwers: 30.000 Scheidsrechter: Patricio Loustau (ARG) |

|                                                                     |                          |       |          |                                                                                            |
| 15 november Kwalificatie WK 2018 № 702 «onderlinge duels» 20:30 uur | Bolivia                  | 1 – 0 | Paraguay | Estadio Hernando Siles, La Paz Toeschouwers: 21.000 Scheidsrechter: Daniel Fedorczuk (URU) |
| 15 november Kwalificatie WK 2018 № 702 «onderlinge duels» 20:30 uur | Gustavo Gómez 78' (e.d.) |       |          | Estadio Hernando Siles, La Paz Toeschouwers: 21.000 Scheidsrechter: Daniel Fedorczuk (URU) |

## FIFA-wereldranglijst
| JAN | FEB | MAR | APR | MEI | JUN | JUL | AUG | SEP | OKT | NOV | DEC |
| --- | --- | --- | --- | --- | --- | --- | --- | --- | --- | --- | --- |
| 46  | 42  | 43  | 39  | 39  | 44  | 42  | 42  | 36  | 37  | 40  | 40  |

## Statistieken
| Justo Villar       | 1977-06-30 | Colo-Colo           | 7  | 0 | 0 |  |  |
| Diego Barreto      | 1981-07-16 | Club Olimpia        | 4  | 0 | 0 |  |  |
| Antony Silva       | 1984-02-27 | Cerro Porteño       | 1  | 1 | 0 |  |  |
| Verdediging        |            |                     |    |   |   |  |  |
| Paulo da Silva     | 1980-02-01 | Deportivo Toluca    | 12 | 0 | 1 |  |  |
| Gustavo Gómez      | 1993-05-06 | AC Milan            | 10 | 0 | 0 |  |  |
| Miguel Samudio     | 1986-08-24 | Club América        | 5  | 0 | 0 |  |  |
| Bruno Valdez       | 1992-10-06 | Club América        | 4  | 2 | 0 |  |  |
| Júnior Alonso      | 1993-02-09 | Lille OSC           | 3  | 0 | 0 |  |  |
| Salustiano Candia  | 1983-07-08 | Club Olimpia        | 3  | 0 | 0 |  |  |
| Pablo Aguilar      | 1987-04-02 | Club América        | 2  | 0 | 0 |  |  |
| Fabián Balbuena    | 1991-08-23 | SC Corinthians (SP) | 2  | 0 | 0 |  |  |
| Juan Patiño        | 1989-11-29 | Jaguares de Chiapas | 1  | 0 | 0 |  |  |
| Blás Riveros       | 1998-02-03 | FC Basel            | 1  | 0 | 0 |  |  |
| Iván Piris         | 1989-03-10 | CF Monterrey        | 0  | 2 | 0 |  |  |
| Middenveld         |            |                     |    |   |   |  |  |
| Óscar Romero       | 1992-07-04 | Deportivo Alavés    | 8  | 1 | 1 |  |  |
| Celso Ortíz        | 1989-01-26 | CF Monterrey        | 5  | 1 | 0 |  |  |
| Cristian Riveros   | 1982-10-16 | Club Olimpia        | 5  | 0 | 1 |  |  |
| Jorge Moreira      | 1990-02-01 | River Plate         | 5  | 0 | 0 |  |  |
| Rodrigo Rojas      | 1988-04-09 | Cerro Porteño       | 4  | 3 | 0 |  |  |
| Víctor Ayala       | 1988-01-01 | Al-Nassr            | 4  | 1 | 1 |  |  |
| Néstor Ortigoza    | 1984-10-07 | San Lorenzo         | 4  | 0 | 0 |  |  |
| Miguel Almirón     | 1994-02-01 | CA Lanús            | 3  | 3 | 0 |  |  |
| Robert Piris       | 1994-07-26 | San Lorenzo         | 3  | 0 | 0 |  |  |
| Richard Ortíz      | 1990-05-22 | Club Olimpia        | 2  | 0 | 0 |  |  |
| Hernán Pérez       | 1989-02-25 | RCD Espanyol        | 1  | 2 | 0 |  |  |
| Marcos Riveros     | 1988-09-04 | Cerro Porteño       | 1  | 1 | 0 |  |  |
| Cecilio Domínguez  | 1993-08-11 | Club América        | 0  | 2 | 0 |  |  |
| Jonathan Santana   | 1981-10-19 | Sarmiento Junín     | 0  | 1 | 0 |  |  |
| Aanval             |            |                     |    |   |   |  |  |
| Dario Lezcano      | 1990-06-30 | FC Ingolstadt 04    | 8  | 1 | 3 |  |  |
| Derlis González    | 1994-03-23 | Dynamo Kiev         | 7  | 1 | 1 |  |  |
| Jorge Benítez      | 1992-09-02 | Cruz Azul           | 5  | 3 | 0 |  |  |
| Édgar Benítez      | 1987-11-08 | Querétaro FC        | 3  | 2 | 1 |  |  |
| Ángel Romero       | 1992-03-04 | SC Corinthians (SP) | 3  | 1 | 0 |  |  |
| Antonio Sanabria   | 1996-03-04 | Real Betis          | 2  | 1 | 0 |  |  |
| Federico Santander | 1991-06-04 | FC Kopenhagen       | 2  | 1 | 0 |  |  |
| Juan Iturbe        | 1993-06-04 | Torino FC           | 1  | 4 | 0 |  |  |
| Nelson Valdez      | 1983-11-28 | Seattle Sounders    | 1  | 2 | 0 |  |  |
| Roque Santa Cruz   | 1981-08-16 | Club Olimpia        | 0  | 2 | 0 |  |  |
| Lucas Barrios      | 1984-11-13 | SE Palmeiras        | 0  | 1 | 0 |  |  |